# Holesterol
Holesteról (IUPAC-ime: (10R,13R)-10,13-dimetil-17-(6-metilheptan-2-il)-2,3,4,7,8,9,11,12,14,15,16,17-dodekahidro-1H-ciklopenta[a]fenantren-3-ol) je nenasičeni policiklični alkohol s kemijsko formulo C27H46O, ki se nahaja v celičnih membranah in se prenaša po krvi. Gre za bistveno sestavino celičnih membran pri sesalcih, saj uravnava prepustnost in fluidnost membrane. Holesterol je poglavitni sterol, ki se proizvaja v živalskih organizmih, manjše količine pa ga sintetizirajo tudi drugi evkarioti (rastline, glive). Pri prokariotih, na primer bakterijah, praviloma ni prisoten. S kemijskega stališča ga uvrščamo med sterole; izraz je sestavljen iz besed steroid in alkohol.
Določena količina holesterola je nujna za življenje, prekomerne količine pa povzročajo aterosklerozo in druge zdravstvene zaplete. Holesterol proizvajajo pravzaprav vse celice, vendar znatno količino pridobimo s hrano.

## Poimenovanje
Beseda izhaja iz grščine, kjer chole pomeni žolč in stereos trden; končnica -ol pomeni, da gre za alkohol. Prvi ga je namreč leta 1769 odkril François Poulletier de la Salle v trdni obliki v žolčnih kamnih. Leta 1815 ga je kemik Eugène Chevreul poimenoval holesterin.

## Fiziologija

### Vloga
Holesterol je potreben za izgradnjo in vzdrževanje celičnih membran; uravnava njihovo fluidnost v širokem temperaturnem razponu. Jetra dnevno proizvedejo okoli 1 g holesterola, ki se izloča v žolč. Hidroksilna skupina v molekuli holesterola interagira s polarnimi skupinami fosfolipidov in sfingolipidov v lipidnem dvosloju (membrani), medtem ko je preostali del molekule potopljen v membrano med nepolarne maščobnokislinske verige drugih lipidov. Nekatere raziskave kažejo, da ima holesterol tudi antioksidativno delovanje.
Pomemben je tudi za tvorbo žolča, ki je shranjen v žolčniku in pomaga prebavljati maščobe in lipidotopne vitamine A, D, E in K. Je poglavitni prekurzor v sintezi vitamina D in številnih steroidnih hormonov (kortizol, aldosteron, spolni hormoni). Je osnovna struktura steroidov. Je tudi sestavina živčnih ovojnic.
Nedavno so odkrili tudi njegovo vlogo v procesih celične signalizacije, saj je bistvena sestavina lipidnih otočkov (angl. lipid raft), mikrodomen v membrani, ki naj bi bili pomemben element celične sigalizacije. Prav tako zmanjšuje prepustnost membrane za vodikove protone in natrijeve ione.
Pomemben je tudi pri procesu endocitoze.

### Dober in slab holesterol
Pri holesterolu je treba ločiti med dvema vrstama holesterola – t.i. slab LDL holesterol in dober HDL holesterol. LDL je tisti holesterol, ki je za naš organizem škodljiv in se lahko prične kopičiti na stenah žil in posledično z leti predstavlja nevarnost za nastanek bolezni srca in ožilja. Nevarnosti kot sta srčna in možganska kap, sta najbolj pogosti posledici povišanega slabega holesterola. Druga vrsta holesterola ki jo poznamo, pa se imenuje HDL holesterol. Pri tem gre za koristen holesterol, saj je njegova naloga odstranjevanje slabega holesterola iz žil. Razlog za visok holesterol oz. visoko stopnjo slabega holesterola je poleg pomanjkanja gibanja tudi neuravnovešena prehrana.

### Sinteza in absorpcija
Večino holesterola proizvede telo samo, nekaj pa ga pridobi tudi s hrano. Holesterola je več v tistih tkivih, kjer je njegova sinteza večja ali v katerih je velik delež celičnih mambran (jetra, hrbtenjača, možgani).
Sintetizira se v endoplazemskem retikulumu ali pa ga celice privzamejo iz krvi, kjer se od prebavil prenaša z lipoproteini nizke gostote (LDL) – privzem lipoproteinov v celico poteka preko receptorsko posredovane endocitoze in nato pride v lizosomih do hidrolize in sprosti se holesterol.
Sintetizira se iz acetilkoencima A. Okoli 20–25 % skupne dnevne proizvodnje (okoli 1 g) poteče v jetrih, sinteza pa je znatna tudi v črevesju, nadledvičnicah in spolovilih. S hrano dnevno vnesemo v telo v razvitem svetu v poprečju 200–300 mg.
Holesterol, ki se izloči z žolčem v črevesje, se v 92–97 % ponovno reabsorbira (glej enterohepatično kroženje).
Konrad Bloch in Feodor Lynen sta leta 1964 prejela Nobelovo nagrado za odkritje mehanizma in uravnavanja presnove holesterola in maščobnih kislin

## Hiperholesterolemija
Hiperholesterolemija je patološko stanje, kjer je raven  holesterola v krvni plazmi previsoka. Ni bolezen, ampak  metabolična motnja (okvara delcev, ki prenašajo holesterol po krvi), ki jo lahko povzročijo mnoge bolezni (npr. sladkorna bolezen, bolezni ščitnice) Je eden od najbolj ogrožajočih dejavnikov za hiter nastanek ateroskleroze.

### Zaželene vrednosti holesterola
- Skupni holesterol: manj kot 5 mmol/l,
- Holesterol LDL: manj kot 3 mmol/l,
- Trigliceridi: manj kot 1,7 mmol/l,
- Holesterol HDL: več kot 1 mmol/l pri moških,
- Holesterol HDL:več kot 1,2 mmol/l pri ženskah

Priporočljivo je, da bi pri odraslih, starejših od 20 let, preverjali raven krvnih maščob vsakih pet let, meritve pa naj bi v primeru suma na družinsko hiperlipidemijo opravili tudi pri otrocih po drugem letu starosti in mladostnikih.

### Nosečnost in materinstvo
Za zdravljenje hiperholesterolemije med nosečnostjo se lahko uporablja le zdravilo iz skupine ionskih izmenjevalcev.

### Kako lahko zmanjšamo vsebnost holesterola v krvi

#### Ustrezna prehrana
Zdrava hrana mora vsebovati čim manj nasičenih maščobnih kislin (ki so v maslu, slanini, masti ipd.) in soli ter čim več zelenjave, sadja in v vodi topnih vlaknin. Taka hrana zmanjšuje vsebnost maščob v krvi in s tem ščiti žile. Prekomerno uživanje maščob predstavlja velik dejavnik tveganja pri nastanku bolezni srca in ožilja, povišanega krvnega tlaka in nekaterih vrst raka. Znanstveno je dokazano, da imajo določene omega-3 maščobne kisline pozitiven vpliv na telo. Z ugodnimi učinki na človeško telo povezujemo predvsem EPK in DHK , katere so prisotne predvsem v morski hrani in ribah. EPK vpliva v večji meri na krvožilni sistem in telesne maščobe, DHK je gradnica možganskega tkiva, največ pa jo najdemo v možganskih sivih celicah in očesni mrežnici in prispeva k vzdrževanju normalnega delovanja možganov in ohranjanju vida.

#### Telesna dejavnost
Redna telesna dejavnost je zelo pomembna za vzdrževanje telesne teže, zmanjšanje škodljivega holesterola LDL in povečanje koristnega holesterola HDL.

#### Sprostitvene tehnike
Čustveni in socialni stres pospešujeta aterosklerozo in nastanek srčno-žilne bolezni.

#### Zdravila
Zdravljenje z zdravo prehrano in rednim gibanjem naj traja vsaj 6 mesecev, preden se odločimo za zdravljenje z zdravili, ki je drugotni ukrep in nikakor ne more biti nadomestilo za spremembo načina življenja, kvečjemu njegova nadgradnja. V grobem jih delimo v štiri skupine: statini, fibrati, zaviralci absorpcije holesterola in ionski izmenjevalci. 
Odkrivanje ateroskleroznih sprememb
Ultrazvočni pregled je najbolj temeljita preiskava pri odkrivanju zgodnjih in napredovalih ateroskleroznih sprememb na stenah vratnih arterij. Najpogostejše so spremembe na glavni sprednji vratni arteriji (karotidni arteriji), še posebej na njenem razcepišču. Napredovale zožitve karotidnih arterij motijo prekrvavitev možganov in so povzročitelj možganske kapi. Poleg ugotavljanja sprememb na stenah arterij, nam ultrazvočni aparati omogočajo tudi merjenje pretoka krvi v krvnih žilah. Aterosklerotične spremembe je pomembno odkriti zgodaj, pred pojavo kliničnih znakov, saj lahko napredovanje ustavimo s preventivnimi ukrepi in z zdravili.
Statini ne zmanjšujejo samo vsebnosti holesterola v krvi, temveč dokazano neodvisno izboljšujejo prožnost žil, zavirajo aktivacijo ter raztrganje aterosklerotičnih leh, delujejo antioksidativno in protivnetno ter uravnotežijo strjevanje krvi. V raziskavah so sicer zabeležili več različnih možnih neželenih učinkov, ki pa so dokaj redki (le pri 1 do 2 % bolnikov), večinoma blagi in prehodni. Učinkovitost in varnost sta bili z raziskavami potrjeni pri bolnikih, ki so jih jemali neprekinjeno tudi deset let ali več.
Mehanizem delovanja statinov
Statini zavirajo delovanje reduktaze 3-hidroksi-3- metilglutaril koencima A (HMG CoA), encima, ki katalizira pretvorbo HMG CoA v mevalonsko kislino. Ta pretvorba je ena zgodnjih stopenj v verigi biosinteze holesterola. Zaradi blokade te sinteze s statini se poveča odzivnost receptorjev za holesterol LDL v jetrih, pa tudi v tkivih izven jeter. Ti receptorji vežejo delce holesterola LDL in jih odstranjujejo iz plazme, zaradi česar se zmanjša koncentracija holesterola v krvi.
Fibrate priporočajo zlasti pri povečanih vrednostih trigliceridov, saj jih zmanjšujejo uspešneje od statinov (do 60 %), hkrati pa povečujejo vsebnost koristnega holesterola HDL. Tudi zdravila iz te skupine uporabljamo že zelo dolgo (več kot 30 let) in so dokaj varna. Kljub dolgoletnim izkušnjam pa je bilo v raziskave s temi zdravili vključenih manj bolnikov in opravljenih manj raziskav kot s statini. Zdravila iz te skupine žal pogosteje povzročajo neželene stranske učinke kot statini.
Zaviralci absorpcije holesterola iz črevesja so novejša skupina zdravil. Uporabljajo se zlasti v kombinaciji s statini, saj omogočajo, da z majhnimi odmerki statinov dosežemo zelo učinkovito zdravljenje. To zmanjšuje nevarnost pojava neželenih učinkov. Ko statinu dodamo zaviralec absorpcije, se vsebnost holesterola zmanjša za dodatnih 20 %. Kot samostojno zdravilo se zaviralci absorpcije uporabljajo le, če bolniki s hiperholesterolemijo ne prenašajo zdravljenja s statini.
Ionske izmenjevalce, ki jih za zdravljenje hiperholesterolemije uporabljamo najdlje, danes redkeje predpišemo, saj so neželeni stranski učinki pri njih pogostejši (tudi do 30 %), zlasti so pogoste prebavne težave. Ker ta zdravila ne prehajajo v kri (delujejo le v prebavilih), jih dajemo takrat, kadar zdravil iz prvih dveh skupin ne smemo dati (otroci, nosečnice), ali pa sočasno s statini pri hudih hiperholesterolemijah, ko samo s statini ne dosežemo zadostnega zmanjšanja holesterola v krvi.

## Biokemija
V laboratorijskih kvalitativnih raziskavah se sterole (še posebej holesterol) dokazuje s pomočjo Salkowskijevega testa, medtem ko je med kvantitativnimi analizami za raziskovanje steroidov pogostejša Lieberman-Burchardova reakcija.